# Scappo dalla città - La vita, l'amore e le vacche
Scappo dalla città - La vita, l'amore e le vacche (City Slickers) è un film del 1991 diretto da Ron Underwood.

## Trama
Mitch Robbins, dirigente di pubblicità radiofoniche, al compimento dei 39 anni si rende conto che i viaggi "alternativi" all'estero con gli amici Ed Furillo e Phil Berquist sono solo un modo per sfuggire alla crisi di mezza età. Phil è intrappolato da dodici anni in un matrimonio senza amore con la moglie Arlene e gestisce il supermercato di suo suocero; Ed è un venditore di articoli sportivi di successo e playboy incallito che ha recentemente sposato una modella di biancheria intima ma è riluttante all'idea di avere figli. Alla festa di compleanno di Mitch, Phil ed Ed gli presentano in regalo un viaggio di due settimane nel quale guideranno del bestiame dal Nuovo Messico al Colorado. Phil si confronta con una collega, Nancy, che rivela accidentalmente di avere avuto un rapporto sessuale con lui, cosa che porta alla sua separazione da Arlene. Nonostante i piani di Mitch di andare in Florida con sua moglie Barbara lei lo convince ad andare invece con i suoi amici a cercare uno scopo nella vita.
Nel Nuovo Messico Mitch, Phil ed Ed incontrano i loro compagni di viaggio: Barry e Ira Shalowitz, una comica coppia di fratelli produttori di gelati, Bonnie, una giovane donna appena separatasi dal fidanzato e Ben e Steve Jessup, padre e figlio, entrambi dentisti. Il gruppo fa conoscenza con il cowboy Curly Washburn, il rude caposquadra incaricato di guidarli. Durante il viaggio, mentre i tre amici iniziano a cambiare la loro visione della vita, Mitch provoca accidentalmente la fuga del bestiame. Per punizione Curly gli ordina di aiutarlo a radunare le mucche smarrite e con il tempo i due sviluppano un legame. Mitch scopre che Curly, nonostante il suo aspetto rozzo, è in realtà un uomo molto saggio e sincero. Curly consiglia a Mitch di cercare "l'unica cosa" della sua vita, la più importante per lui e che risolverà tutti i suoi problemi, qualunque essa sia. Lungo la strada Mitch fa nascere un vitellino da una mucca morente, che Curly uccide per non farla soffrire. Mitch adotta il vitello e lo chiama Norman.
Curly improvvisamente muore di infarto, lasciando l'unità sotto la guida dei suoi due incivili sottoposti Jeff e T.R. I problemi si aggravano quando il cuoco Cookie si ubriaca e distrugge accidentalmente la loro scorta di cibo, rompendosi la gamba nel processo. I Jessup si offrono volontari per riportare il cuoco al ranch, mentre Jeff e T.R. si ubriacano con la scorta segreta di alcol di Cookie. Quando minacciano di uccidere il piccolo Norman e aggrediscono Mitch, Phil ed Ed intervengono e ne segue una lotta che culmina con Phil che tiene Jeff e T.R. sotto tiro con la pistola e sfoga su di loro tutte le sue frustrazioni. Jeff e T.R. fuggono via per evitare di essere denunciati, abbandonando il gruppo in mezzo alla prateria. Gli Shalowitz decidono di lasciare la mandria per tornare alla civiltà, mentre Ed, Phil e Bonnie intendono restare con gli animali per condurli al sicuro. Mitch, dapprima deciso ad andarsene, cambia idea e si unisce a loro.
Dopo avere affrontato una forte tempesta i quattro amici riescono finalmente a guidare la mandria in Colorado, ma Norman rimane bloccato in mezzo a un fiume. Mitch lo salva ma entrambi sono spazzati via dalla corrente. Phil ed Ed riescono giusto in tempo a salvarli entrambi, raggiungendo sani e salvi il ranch, dove scoprono che il proprietario ha deciso di vendere la mandria a un mattatoio. Nonostante all'inizio credano di avere salvato il bestiame per niente Mitch, Phil ed Ed capiscono che con questo viaggio sono pronti a ricostruire le loro vite e Mitch acquista Norman per salvarlo dal macello.
Mitch torna a New York come un uomo più felice e si riunisce con sua moglie Barbara e i suoi figli. Porta anche Norman a casa per alcuni giorni, fino a quando non potrà essere collocato in luogo più spazioso. Phil inizia una relazione con Bonnie ed Ed si apre all'idea di mettere su famiglia.

## Personaggi
- Mitch Robbins: lavora in una stazione radiofonica vendendo spazi pubblicitari. Stanco del suo lavoro, della sua vita monotona e in preda a una deprimente crisi di mezz'età si farà convincere da Ed a intraprendere questa folle avventura. Durante il viaggio provoca accidentalmente un fuggi-fuggi che distrugge la maggior parte del campo. In punizione Curly gli ordina di aiutarlo a recuperare le mucche perse. Passando del tempo insieme i due sviluppano un legame forte e Mitch scopre che Curly, nonostante il suo aspetto esteriore, è in realtà un uomo molto saggio.
- Phil Berquist: è il migliore amico di Mitch; stufo della moglie opprimente e delle prepotenze del suocero, che per altro è il suo datore di lavoro, troverà svago in una relazione sessuale clandestina con una cassiera del supermarket dove lavora. La donna si presenterà a casa di Mitch il giorno del suo compleanno rivelando a Phil di essere rimasta incinta (anche se poi si scoprirà che era solo un ritardo) non curandosi della presenza della moglie dell'uomo.
- Ed Furillo: fidanzato con una bellissima modella, è lo spericolato e spensierato del gruppo. Sarà sua l'idea di recarsi nel west a guidare la mandria di vacche.

## Produzione
Le riprese si sono svolte negli Stati Uniti (soprattutto in Nuovo Messico) e a Pamplona in Spagna dall'11 settembre all'8 dicembre 1990.

## Incassi
Il film ha incassato globalmente 179.033.791 $.

## Riconoscimenti
- 1992 - Premio Oscar
  - Miglior attore non protagonista a Jack Palance
- 1992 - Golden Globe
  - Miglior attore non protagonista a Jack Palance
  - Nomination Miglior film commedia o musicale
  - Nomination Miglior attore in un film commedia o musicale a Billy Crystal
- 1992 - Chicago Film Critics Association Award
  - Nomination Miglior attore non protagonista a Jack Palance
- 1992 - MTV Movie Award
  - Miglior performance comica a Billy Crystal

Jack Palance per la sua interpretazione da non protagonista ha vinto sia il Premio Oscar che il Golden Globe, mentre Billy Crystal è stato candidato al Golden Globe per il miglior attore in un film commedia o musicale e ha vinto l'MTV Movie Award alla miglior performance comica.
Nel 2000 l'American Film Institute l'ha inserito all'86º posto della classifica delle cento migliori commedie americane di tutti i tempi.

## Sequel
Nel 1994 ne è stato prodotto un sequel: Scappo dalla città 2.